# アメリカミサイル防衛局
アメリカミサイル防衛局（アメリカミサイルぼうえいきょく、英: Missile Defense Agency, MDA）は、国防総省の内局のひとつ。それまで陸・海・空の三軍で個別に行われていた弾道ミサイルの探知・迎撃システムの研究開発を統合し、試験から実戦配備まで一貫して行う組織である。

## 組織
ミサイル防衛戦略の変遷に伴い、組織もたびたび再編されている。前身となった弾道ミサイル防衛局(BMDO)は1993年11月、さらに前身の戦略防衛構想局(SDIO)は1984年発足と比較的新しい組織である。戦略防衛構想局時代も含め現在まで9人の長官が在任しているが、うち過半数の5名が空軍出身であり、三軍統合機関であるが空軍の影響力が非常に大きいとされる。長官が軍人の場合は、中将（3つ星）クラスの将官が任命される。
現在の長官は、ジョン・A・ヒル海軍中将（Vice Admiral Jon A. Hill、2019年6月 - ）。

## 任務
ミサイル防衛(BMD)で計画された探知・迎撃システムの研究開発、試験評価、生産、配備を行う。ミサイル防衛は「弾丸で弾丸を撃つ(as hitting a bullet with a bullet)」と比喩されるような運用上の厳しい要求から慎重な試験評価を行う必要がある。

## 組織
本部
- ミサイル防衛局長官
- ミサイル防衛局副長官
- 弾道ミサイル防衛システム担当副長官
- 技術担当副長官
- 国際問題担当副長官
- 事業管理担当副長官
- 事務局長
- 参謀長

管理部門
- 法律顧問
- 広報部
- 議会対策部
- 施設管理部
- 労務部
- 契約部
- 保安・諜報・特別事業部
- 中小企業援護部
- 主席情報官(CIO)
- ミサイル防衛局運用センター

研究開発部門
- THAAD計画担当部長
- 弾道ミサイル防衛センサー計画担当部長
- 弾道ミサイル指揮統制計画担当部長
- イージス弾道ミサイル防衛計画担当部長
- 地上発射ミッドコース防衛計画担当部長
- モデリング・シミュレーション計画担当部長
- 標的・対抗策計画担当部長
- 空中発射レーザー(ABL)計画担当部長
- 運動エネルギー(KE)迎撃兵器計画担当部長
- 宇宙追跡・監視システム(STSS)計画担当部長
- 国際支援計画担当部長
- システムエンジニアリング統合担当部長
- 試験評価担当部長
- 製作性・製造技術部長
- 戦力構築統合・配備部長
- 先進システム部長
- 国家統合センター所長